# Randolph Works
Randolph Works war ein britischer Hersteller von Automobilen.

## Unternehmensgeschichte
Das Unternehmen aus Normanton begann 1900 mit der Produktion von Automobilen. Der Markenname lautete Simplex Perfecta. Im gleichen Jahr endete die Produktion.

## Fahrzeuge
Das einzige Modell war der 4 HP. Dies war eine Voiturette. Der Preis betrug 100 Pfund.